# تپه دونه‌چال
تپه دونه چال مربوط به هزاره اول قبل از میلاد است و در شهرستان جویبار، بخش گیل خوران، روستای دونه چال واقع شده و این اثر در تاریخ ۱۷ اسفند ۱۳۸۱ با شمارهٔ ثبت ۷۸۳۷ به‌عنوان یکی از آثار ملی ایران به ثبت رسیده است.